# Exame (revista moçambicana)
A revista Exame é uma publicação moçambicana mensal que se dedica a reportagens e artigos sobre temas económicos  e do mundo de negócios, com destaque para temas moçambicanos. O primeiro número foi lançado em Junho de 2012, depois de um número de teste em Dezembro de 2011. A revista foi lançada pela Plot – Content Agency Moçambique.